# يوهان غوتليب والتر
يوهان غوتليب والتر (بالألمانية: Johann Gottlieb Walter)‏ هو عالم تشريح ألماني، ولد في 1 يوليو 1734 في كونيغسبرغ في الإمبراطورية الروسية، وتوفي في 4 يناير 1818 في برلين في ألمانيا.